# Withius crassipes
Withius crassipes es una especie de arácnido del orden Pseudoscorpionida de la familia Withiidae.

## Distribución geográfica
Se encuentra en el sur de África y en Etiopía.